# ترمئوک
ترمئوک (به فرانسوی: Tréméoc) یک کمون در فرانسه است که در Canton of Pont-l'Abbé واقع شده‌است.

## خصوصیات
ترمئوک ۱۱٫۶۶ کیلومترمربع مساحت و ۱٬۱۸۱ نفر جمعیت دارد.